# Garnacha (alimento)
La garnacha  è un piatto tipico dell'America Centrale, particolarmente diffuso in Messico e Guatemala. Consiste in una tortilla di mais fritta, condita con vari ingredienti come salsa di pomodoro, fagioli, cipolla, panna e formaggio grattugiato. In alcune versioni è presente anche carne macinata o sminuzzata.

## Origine e diffusione
In molte zone del Messico, il termine garnacha viene usato in modo generico per indicare il cibo di strada. Le garnachas sono infatti molto comuni nei mercati, nelle fiere, nelle stazioni o presso i venditori ambulanti.
In Guatemala, invece, la garnacha ha assunto una forma più specifica: una piccola tortilla fritta, guarnita con carne macinata, salsa di pomodoro, cipolla tritata e formaggio essiccato.

## Varianti regionali
- In Messico le garnachas possono presentare molte varianti a seconda della regione.
- In Guatemala, sono tipiche delle feste patronali e delle celebrazioni popolari.
- In altre zone dell'America Centrale, la parola può riferirsi a diversi tipi di snack o stuzzichini fritti.